# Cyrill Kistler
Cyrill Kistler (Großaitingen, 12 marzo 1848 – Bad Kissingen, 1º gennaio 1907) è stato un compositore, teorico della musica e insegnante tedesco.

## Biografia
Nato in Baviera, agli inizi fece il maestro di scuola, seguendo una innata propensione all'insegnamento. Si iscrisse quindi al conservatorio
di Monaco e, al tempo stesso, fu privatamente allievo di Franz Lachner.

Divenne in seguito Docente di musica a Sondershausen. Nel 1885 fondò una sua scuola di musica a Bad Kissingen, e la diresse per tutta la vita.
Morì a Bad Kissingen all'età di 59 anni. Fu un compositore tardo-romantico.

## Opere

### Opere liriche
- 1884 - Kunihild
- 1889 - Eulenspiegel
- 1902 - Arm Elslein
- 1903 - Roeslein im Hag
- 1904 - Der Vogt auf Mühlstein
- 1905 - Baldurs Tod
- (postuma) - Die deutschen Kleinstädter

### Musica sinfonica, strumentale e vocale
- Hexenküche (poema sinfonico)
- Brani vari per coro e per organo
- Diversi "Lieder"

### Opere didattiche
Trattati:
- 1879 - Armonia
- 1881 - Canto
- 1904 - Contrappunto e fuga